# Danuri
Il Korea Pathfinder Lunar Orbiter (KPLO), ufficialmente Danuri, è una missione spaziale dell'agenzia spaziale sudcoreana KARI. Il lancio, inizialmente programmato per il 2018, è stato rimandato al 2022 ed è stato effettuato il 5 agosto 2022 da Cape Canaveral con un vettore Falcon 9 Block 5 di SpaceX. Usando il metodo della cattura balistica per risparmiare propellente, la sonda si è inserita in orbita lunare circa 4 mesi e mezzo dopo, il 16 dicembre 2022. La missione ha come scopo lo studio della topografia della Luna.

## Caratteristiche tecniche
Il KPLO ha forma cubica di 1,4 metri di diametro e alto 2,3 metri. I pannelli solari, hanno un'estensione di 7,5 metri. È inoltre presente un'antenna parabolica ad alto guadagno.

### Strumentazione scientifica
La sonda trasporta quattro strumenti scientifici principali sviluppati in Corea:
- LUTI (LUnar Terrain Imager), una fotocamera ad alta risoluzione per fotografare alcune regioni della superficie lunare ed eseguire rilevamenti topografici per individuare il luogo più idoneo per l'atterraggio in vista di una futura missione robotica;
- PolCam (Polarimetric Camera), che userà diverse lunghezze d'onda per esaminare la regolite lunare e i processi di erosione spaziale;
- KGRS (KPLO Gamma Ray spectrometer), che mapperà la presenza di alcuni elementi chimici (Mg, Ni, Cr, Ca, Al, Ti, Fe, Si, O, U, 3H) e dell'acqua;
- KMAG (KPLO Magnetometer), che fornirà una mappa 3D del magnetismo lunare e studierà il magnetismo della crosta del sistema Terra-Luna.